# Finale UEFA Europa League 2013
De finale van de Europa League van het seizoen 2012/13 werd gehouden op 15 mei 2013 in de Amsterdam ArenA in Amsterdam. Het Portugese Benfica nam het op tegen het Engelse Chelsea. De Engelsen wonnen met 2-1. Chelsea werd daarmee de eerste club in de geschiedenis die titelhouder was van de twee belangrijkste Europese voetbaltoernooien.
Bij Benfica mocht de Nederlander Ola John invallen. Zijn landgenoot Nathan Aké bleef bij Chelsea de hele wedstrijd op de bank. De Belgische middenvelder Eden Hazard miste de finale door een blessure.

## Organisatie

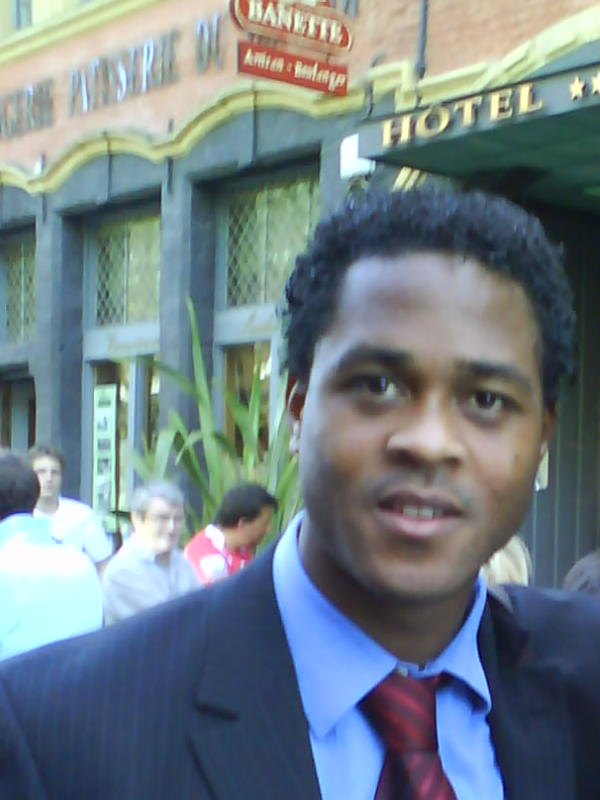
Oud-voetballer Patrick Kluivert werd benoemd tot ambassadeur van de Europa League.

Op 16 juni 2011 raakte bekend dat de finale zou doorgaan in de Amsterdam ArenA in Amsterdam, de thuishaven van Ajax. In 1998 vond in hetzelfde stadion ook de Champions Leaguefinale tussen Real Madrid en Juventus plaats. Het vroegere stadion van Ajax, het Olympisch Stadion, diende als decor voor de Europacup I-finale van 1962, de Europacup II-finale van 1977 en de UEFA Cupfinales van 1981 en 1992.
Op 31 augustus 2012 droeg de Koninklijke Nederlandse Voetbalbond (KNVB) oud-voetballer Patrick Kluivert voor als ambassadeur van het toernooi. Als ambassadeur verzorgde hij onder meer de lotingen van het toernooi. Op 18 april bracht UEFA-voorzitter Michel Platini de trofee naar Amsterdam. In de Beurs van Berlage overhandigde hij de trofee aan burgemeester Eberhard van der Laan. Nadien bracht Kluivert de beker per boot naar het sportmuseum van het Olympisch Stadion.

## Voorgeschiedenis

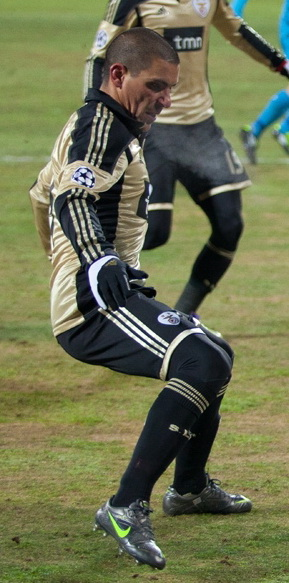
In de vorige confrontatie met Chelsea kreeg Maxi Pereira rood. In de finale was hij er niet bij wegens schorsing.

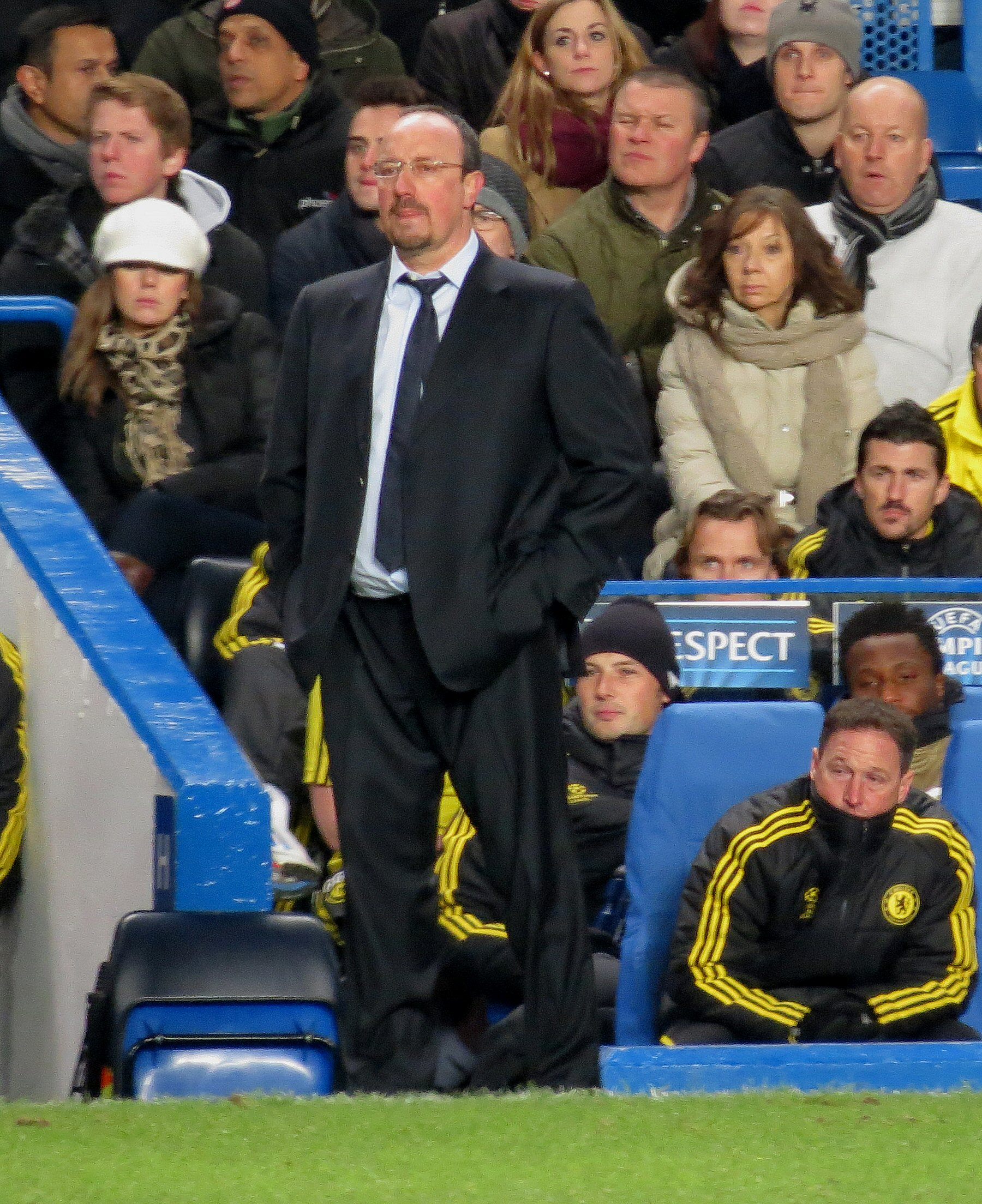
Ondanks het wantrouwen van de supporters loodste Rafael Benítez zijn team naar de eindzege.

Benfica heeft een roemrijke geschiedenis in Europa. Begin jaren 60 speelde de Portugese club drie keer op rij de finale van de Europacup I (1961, 1962 en 1963). In de eerste twee edities gingen de Spaanse topclubs FC Barcelona en Real Madrid voor de bijl, in de derde finale verloor Benfica van AC Milan. Italiaanse clubs lagen Benfica in die periode niet, want twee jaar later verloren de Portugezen in hun vierde finale van Internazionale. In 1968 stond Benfica voor de vijfde keer in de finale, het verloor toen na verlengingen met zware cijfers van Manchester United (4-1). Na de gouden jaren 60 kende de club een kleine terugval. Pas in 1983 bereikte Benfica nog eens een Europese finale. Het nam het toen in de UEFA Cup op tegen Anderlecht, dat na twee wedstrijden met de beker naar huis mocht. In 1988 stond Benfica opnieuw in de finale van de Europacup I. De Portugezen verloren toen na strafschoppen van PSV. In 1990 kreeg Benfica een herkansing, maar opnieuw raakte het in de finale niet voorbij AC Milan. Frank Rijkaard maakte toen het enige doelpunt.
Chelsea heeft minder ervaring wat betreft Europese finales. De Londense club won al twee keer de Europacup II (1971 en 1998) en een keer de Champions League (2012). In 2008 verloor het de finale van het kampioenenbal na strafschoppen tegen rivaal Manchester United.
Benfica en Chelsea stonden in het verleden nog maar twee keer tegenover elkaar. In de Champions League van het seizoen 2011/12 bereikten beide teams de kwartfinale. Benfica verloor de heenwedstrijd in Lissabon met 0-1 na een doelpunt van Salomon Kalou. De terugwedstrijd leek een maat voor niets te worden. Chelsea kwam al na 20 minuten op voorsprong via een strafschopdoelpunt van Frank Lampard en zag hoe Benfica nog voor de rust met een man minder viel door de uitsluiting van Maxi Pereira. Het werd nog even spannend toen Javi García in de 85e minuut voor de gelijkmaker zorgde. Maar in de toegevoegde tijd bezorgde Raul Meireles - die omwille van zijn verleden bij FC Porto voortdurend werd uitgefloten door de Benficasupporters - Chelsea alsnog de zege. Chelsea stootte uiteindelijk door tot de finale, waarin het na strafschoppen won van Bayern München.

### Weg naar de finale
Benfica was als vicekampioen rechtstreeks geplaatst voor de groepsfase van de Champions League. De Portugezen werden ondergebracht in de groep van FC Barcelona, Celtic en Spartak Moskou. Benfica wist enkel de thuisduels tegen Spartak Moskou en Celtic te winnen, maar deed tot de laatste speeldag mee om een plaats in de volgende ronde. Omdat Celtic op de laatste speeldag won van Spartak Moskou en Benfica zelf niet verder raakte dan een scoreloos gelijkspel tegen Barcelona, werden de Portugezen naar de Europa League verwezen. Daarin nam Benfica het eerst op tegen Bayer Leverkusen. De Portugese club won zowel de heen- als terugwedstrijd. Ook in de 1/8 finale liet Benfica geen steek vallen. Het Franse Girondins de Bordeaux verloor net als Leverkusen zowel de heen- als terugwedstrijd. In de kwartfinale stonden de Portugezen tegenover Newcastle United. Benfica won de heenwedstrijd overtuigend met 3-1 en kende ook in de terugwedstrijd geen problemen. In Newcastle werd het 1-1. In de halve finale liep Benfica voor het eerst een nederlaag op. Het verloor in Istanboel met het kleinste verschil van Fenerbahçe. In de terugwedstrijd in Lissabon draaide een gemotiveerd Benfica de situatie volledig om. Het won met 3-1 en plaatste zich zo voor het eerst in 23 jaar voor een Europese finale.
Chelsea plaatste zich als titelverdediger voor de Champions League, maar kon op het kampioenenbal nooit imponeren. De Engelse club won in de groep van Juventus, Sjachtar Donetsk en FC Nordsjælland slechts drie wedstrijden. Na een 3-0 nederlaag tegen Juventus werd coach Roberto Di Matteo ontslagen. Hij werd - tot grote ergernis van de supporters - opgevolgd door Rafael Benítez, de gewezen coach van rivaal Liverpool. Onder leiding van Benítez sloot Chelsea de groepsfase af met even veel punten als Sjachtar. Omdat Chelsea in de twee onderlinge confrontaties met de Oekraïners één uitdoelpunt minder had gescoord, mocht Sjachtar ten koste van Chelsea door naar de volgende ronde. De Britten werden bijgevolg naar de tweede ronde van de Europa League verwezen. Het was de eerste keer dat een titelverdediger de groepsfase van de Champions League niet overleefde. In de Europa League nam Chelsea het eerst op tegen Sparta Praag. In Tsjechië won de Londense club met het kleinste verschil. Op Stamford Bridge werd het 1-1. In de 1/8 finale stond Chelsea tegenover Steaua Boekarest, dat net Ajax had uitgeschakeld na strafschoppen. De stugge Roemenen wonnen thuis met 1-0, maar konden in Londen geen stand houden. Chelsea won ondanks een gemiste strafschop met 3-1. In de halve finale speelde Chelsea tegen FC Basel dat een ronde eerder met Tottenham Hotspur een andere Londense club had uitgeschakeld. Chelsea won de heenwedstrijd in Bazel met 1-2 na een late treffer van David Luiz, die even voordien aan een rode kaart was ontsnapt. In de terugwedstrijd maakte Basel het nog spannend door vlak voor de rust te scoren. Na de pauze boog Chelsea de achterstand om in een 3-1 zege.

## Wedstrijdverslag
In de eerste helft nam Benfica al snel de bovenhand. De Portugezen drukten de Engelsen naar achter en zorgden voortdurend voor dreiging, maar grote kansen leverde dat niet meteen op. Doelman Petr Čech hoefde nooit tussenbeide te komen. Artur, zijn collega aan de overkant, moest dat wel bij een gevaarlijk afstandsschot van Frank Lampard.
Ook na de rust veranderde het wedstrijdbeeld niet. Benfica bleef aanvallen, maar trof dit keer wel raak. Óscar Cardozo kopte een verre voorzet binnen, maar zijn doelpunt werd afgekeurd wegens buitenspel. Enkele minuten later sloeg Fernando Torres aan de overzijde genadeloos toe. Een uitworp van Čech bereikte de Spaanse spits, die zich vervolgens wegdraaide van zijn bewaker, Luisão van zich afschudde en alleen op Artur afstormde. Hij omspeelde de doelman en trapte de bal beheerst binnen: 0-1.
Jorge Jesus reageerde door Ola John en Lima in te brengen. Diezelfde Lima zette meteen een actie op met Cardozo. Rechtsachter César Azpilicueta kwam tussenbeide, maar raakte het leer met de hand. Scheidsrechter Björn Kuipers kende een strafschop toe, die door Cardozo werd omgezet: 1-1.
Na de gelijkmaker probeerde ook Torres een penalty te versieren, maar Kuipers ging niet in op de duik van de Spanjaard. Ook Cardozo was dicht bij een tweede treffer, maar zijn schot werd door Čech vanonder de lat weggetikt. In de slotminuten ging Lampard nogmaals voor zijn kans, ditmaal trof zijn verwoestende uithaal de lat. Er leken verlengingen aan te komen, maar in de toegevoegde tijd kopte Branislav Ivanović alsnog een hoekschop tegen de netten: 1-2.

### Wedstrijddetails
|                   |                    |       |                           |                                                                                           |
| 15 mei 2013 20:45 | SL Benfica         | 1 – 2 | Chelsea FC                | Amsterdam ArenA, Amsterdam Toeschouwers: 46.163 Scheidsrechter: Björn Kuipers (Nederland) |
| 15 mei 2013 20:45 | Cardozo 68' (pen.) |       | 59' Torres 90+3' Ivanović | Amsterdam ArenA, Amsterdam Toeschouwers: 46.163 Scheidsrechter: Björn Kuipers (Nederland) |

| Benfica | Chelsea |

| SL Benfica:    |    |                   |           |
|                |    |                   |           |
| GK             | 1  | Artur             |           |
| RB             | 34 | André Almeida     |           |
| CB             | 4  | Luisão            | 62'       |
| CB             | 24 | Ezequiel Garay    | 45+1' 77' |
| LB             | 25 | Lorenzo Melgarejo | 65'       |
| DM             | 21 | Nemanja Matić     |           |
| CM             | 35 | Enzo Pérez        |           |
| RW             | 18 | Eduardo Salvio    |           |
| AM             | 19 | Rodrigo           | 65'       |
| LW             | 20 | Nicolás Gaitán    |           |
| CF             | 7  | Óscar Cardozo     |           |
| Wisselspelers: |    |                   |           |
| MF             | 10 | Pablo Aimar       |           |
| FW             | 11 | Lima              | 65'       |
| GK             | 13 | Paulo Lopes       |           |
| MF             | 15 | Ola John          | 65'       |
| MF             | 23 | Urreta            |           |
| DF             | 33 | Jardel            | 77'       |
| MF             | 89 | André Gomes       |           |
| Coach:         |    |                   |           |
| Jorge Jesus    |    |                   |           |

| Chelsea FC:    |    |                    |     |
|                |    |                    |     |
| GK             | 1  | Petr Čech          |     |
| RB             | 28 | César Azpilicueta  |     |
| CB             | 2  | Branislav Ivanović |     |
| CB             | 24 | Gary Cahill        |     |
| LB             | 3  | Ashley Cole        |     |
| CM             | 8  | Frank Lampard      |     |
| CM             | 4  | David Luiz         |     |
| AM             | 10 | Juan Mata          |     |
| RW             | 7  | Ramires            |     |
| CF             | 9  | Fernando Torres    |     |
| LW             | 11 | Oscar              | 14' |
| Wisselspelers: |    |                    |     |
| MF             | 12 | John Obi Mikel     |     |
| MF             | 13 | Victor Moses       |     |
| DF             | 19 | Paulo Ferreira     |     |
| MF             | 21 | Marko Marin        |     |
| GK             | 22 | Ross Turnbull      |     |
| MF             | 30 | Yossi Benayoun     |     |
| DF             | 57 | Nathan Aké         |     |
| Coach:         |    |                    |     |
| Rafael Benítez |    |                    |     |